# Каракудук (Булдуртинский сельский округ)
Каракудук (каз. Қарақұдық) — село в Сырымском районе Западно-Казахстанской области Казахстана. Входит в состав Булдуртинского сельского округа. Код КАТО — 275839500.

## Население
В 1999 году население села составляло 256 человек (127 мужчин и 129 женщин). По данным переписи 2009 года, в селе проживало 139 человек (70 мужчин и 69 женщин).